# Park (municipalité rurale)
Park est une ancienne municipalité rurale du Manitoba située dans le centre-ouest de la province. Depuis le 1er janvier 2015, elle forme avec la municipalité rurale de Harrison la Municipalité de Harrison Park. La population de la municipalité s'établissait à 1 003 personnes en 2006. Auparavant la municipalité rurale consistait en deux parties séparées nommées Park (Sud) et Park (Nord). La partie nord fut transférée à la municipalité rurale de Shell River en 2007.

## Territoire
La communauté d'Onanole est située sur le territoire de la municipalité rurale de Park.

## Référence
- (en) Cet article est partiellement ou en totalité issu de l’article de Wikipédia en anglais intitulé « Rural Municipality of Park » (voir la liste des auteurs).